# L'Heure des pros
L'Heure des pros est une émission de débats télévisée diffusée sur CNews depuis 2016, d'abord quotidiennement du lundi au vendredi puis, à partir de 2019, deux fois par jour du lundi au vendredi. Depuis 2019, elle est aussi diffusée le week-end en soirée puis également le week-end en matinée depuis 2023. À partir du 8 janvier 2024, l'émission est codiffusée sur la station de radio Europe 1 de 9h à 9h30.
Présentée par Pascal Praud, l’émission consiste à débattre des thèmes de l’actualité avec des invités et chroniqueurs réguliers. Le 15 novembre 2023, L'Heure des pros atteint un record d'audience avec 1 120 000 téléspectateurs en soirée, à l’occasion d’une interview d'Éric Zemmour.
Sa ligne éditoriale est considérée comme étant d'extrême droite ou conservatrice, et suscite des polémiques.

## Concept
Pascal Praud présente dans L'Heure des pros des débats sur des sujets d'actualité. D'après l'historien et journaliste Thomas Rabino de Marianne, les sujets abordés dans l’émission en 2021, sont « surtout islam et immigration, faits divers et « justice laxiste », « déclin de la France » (déclinisme) ou crise sanitaire, ainsi qu’une touche de variété française ou de cinéma ».
Gérald-Brice Viret, directeur des programmes du groupe Canal+, considère que Pascal Praud fait la force de L'Heure des pros : « Il est en fusion avec les préoccupations des téléspectateurs, en phase avec leurs attentes. Pour moi c’est l’un des journalistes les plus impressionnants du moment ». Pour l'universitaire François Jost, Pascal Praud est bien l'élément central de l'émission. Non seulement il donne la parole à ses chroniqueurs et invités mais il donne aussi son avis, interrompant les autres participants quand il le souhaite. Dans l'émission, prédomine l'« idée que la vérité est livrée par des experts fumeux, auxquels on peut opposer un bon sens qui est celui du citoyen ordinaire, que [Pascal Praud] représente ». Ainsi il est l'auteur d'un éditorial. Entre les différents points de vue qui s'opposent, il s'impose à un tel point que le spectateur retient la « position qui est la sienne ».

## Chroniqueurs

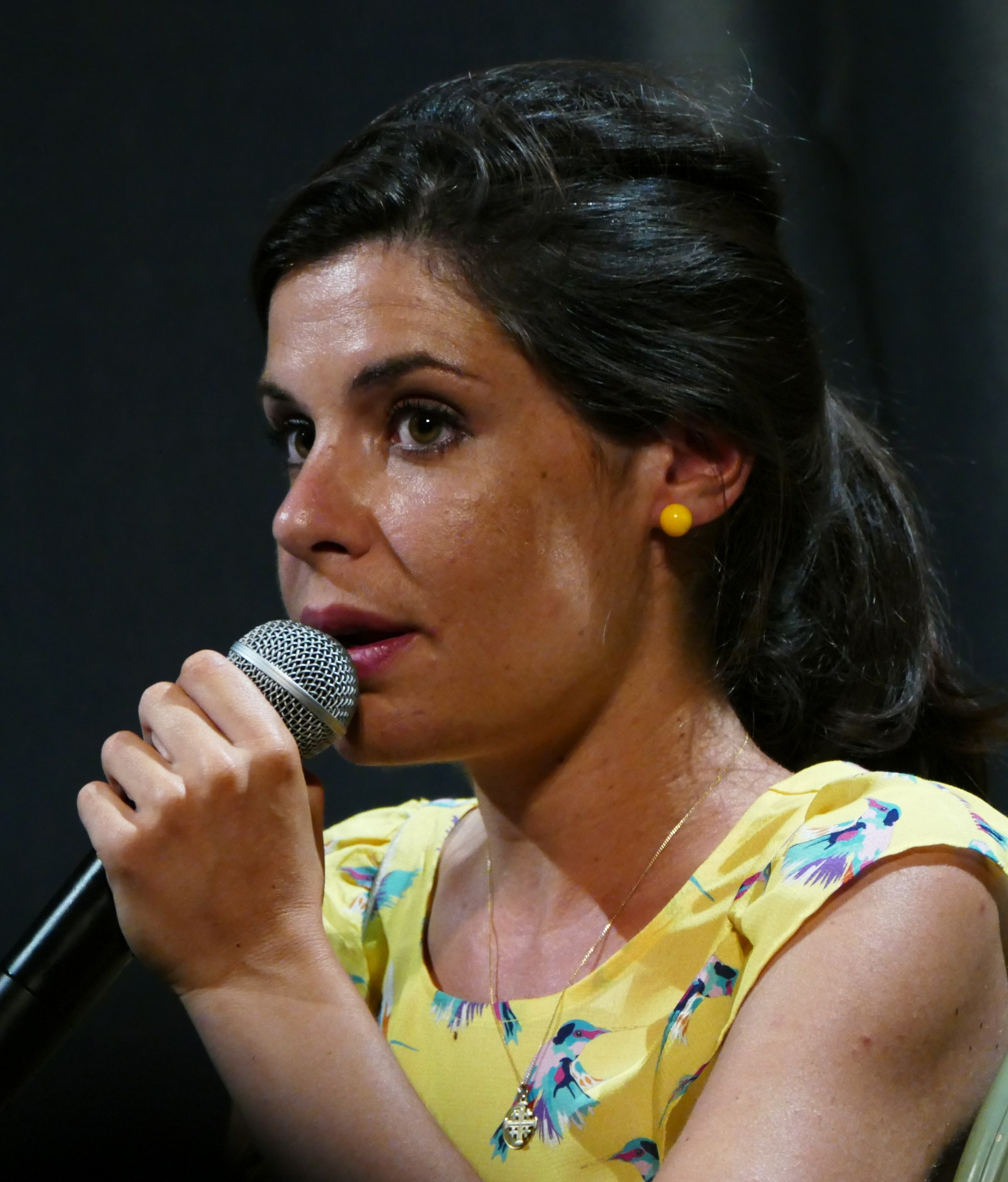
Charlotte d'Ornellas.

Pascal Praud s'entoure des chroniqueurs de son choix, dont beaucoup sont « très à droite » comme Georges Fenech, Philippe Bilger, Charlotte d'Ornellas, Geoffroy Lejeune, Gilles-William Goldnadel ou encore Élisabeth Lévy. Jugés trop excessifs, Ivan Rioufol, ancien collaborateur au Figaro, et Jean Messiha, un proche du Rassemblement national puis d’Éric Zemmour, quittent L'Heure des pros pour d’autres émissions de CNews. D'autres chroniqueurs sont classés à gauche comme Laurent Joffrin, Olivier Dartigolles ou Julie Garnier. Depuis 2021, Nathan Devers intervient dans l'émission, il y représente à la fois la jeunesse et le monde intellectuel ,,.

### Départs de Caroline Mécary, Julie Garnier et Laurent Joffrin
Le 8 octobre 2019, Caroline Mécary annonce quitter l'émission en dénonçant la violence des colères de Pascal Praud, qu'elle accuse d'être «  misogyne, pas courageux, dans la stratégie du clash et du buzz ». Elle pointe également du doigt les thématiques « très à droite » récurrentes de l'émission sur « l'islam, l'immigration et les violences faites à l'égard des policiers ».
Julie Garnier, future porte-parole de Jean-Luc Mélenchon, restera six mois dans L'Heure des pros, qu'elle quitte après que Pascal Praud s'est servi d'un mégaphone pour « l’interrompre et la ridiculiser ». Pour Julie Garnier, « Il avait surtout besoin d’une caution pour dire que sur son antenne, la parole est libre. Je n’étais pas traitée de la même manière que les autres chroniqueurs, on ne me mettait pas au courant des sujets avant l’émission, les dés étaient pipés ».
Le journaliste Laurent Joffrin, classé à gauche, explique sa présence par sa volonté de « débattre pied à pied avec l'extrême droite », présente dans l'émission. Toutefois, en septembre 2023, il décide de cesser d'être chroniqueur dans L'Heure des pros, expliquant sa décision par l'incohérence de continuer à travailler dans une chaîne dirigée par Vincent Bolloré, dont il critique les méthodes utilisées au Journal du dimanche en août 2023,.

## Controverses

### Ligne éditoriale

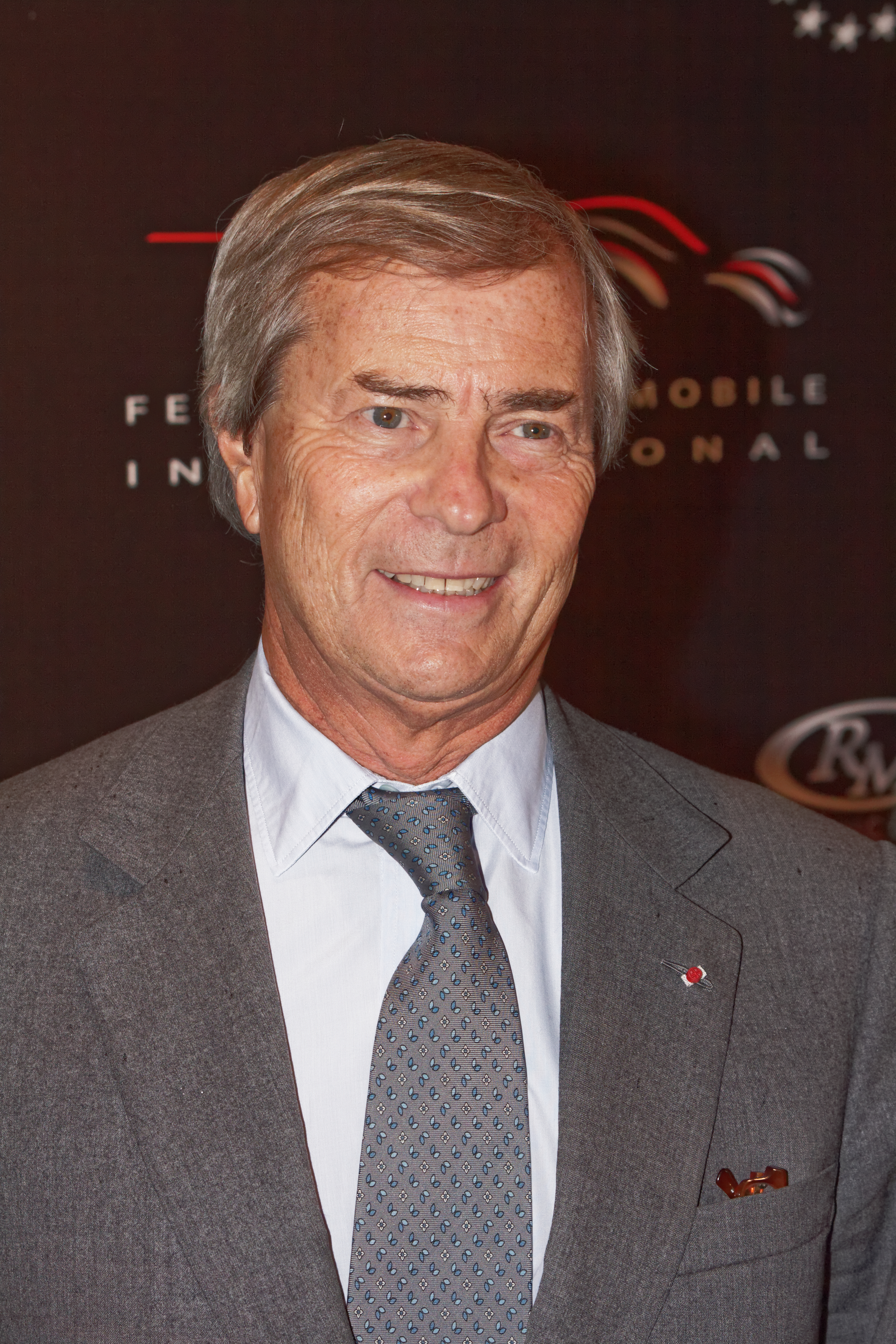
Vincent Bolloré.

L'émission est au cœur des controverses qui touchent plus généralement la chaîne CNews, considérée par de nombreux analystes comme un outil de propagande d'extrême-droite entre les mains de Vincent Bolloré,,. Ainsi, selon le journaliste Edwy Plenel, « Monsieur Vincent Bolloré a une idéologie. Il veut faire de CNews l’équivalent de Fox News aux États-Unis. Ce sont des chaînes de haine. Ce sont des chaînes xénophobes ». Pour Reporters sans frontières, « CNews ne peut plus être considérée comme une chaîne d’information [car] elle s’est transformée sous la houlette de Vincent Bolloré en un média qui diffuse des opinions de manière massive et orientée – relevant souvent de la discussion de comptoir, au mépris régulièrement de l’indépendance, de l’honnêteté et du pluralisme de l’information », en contradiction flagrante avec la convention passée avec l’Arcom en 2019, exigeant notamment de la chaîne qu’elle « assure le respect du pluralisme de l’expression des courants de pensée et d’opinion, conformément à la loi de 1986 sur l’audiovisuel ».
D'autres médias jugent l'émission de CNews comme étant « conservatrice »,, et surtout apte à susciter des polémiques qui, sous certains aspects, peut rappeler l'émission des années 1980 Droit de réponse de Michel Polac.

#### Mise en garde de l'autorité de régulation
Cette émission polémique a fait l’objet, en 2018, de 1 200 plaintes auprès du Conseil supérieur de l'audiovisuel, et plusieurs chroniqueurs ont déjà fait l'objet de condamnation pour certains de leurs propos outranciers tenus à cette antenne,. En août 2021, le CSA adresse une mise en garde à CNews, concernant « l’absence de diversité des points de vue exprimés » dans L'Heure des pros concernant une tribune d'anciens militaires controversée et relayée par Valeurs actuelles,. En février 2022, pendant la pandémie de Covid-19 et pour faire des comparaisons hasardeuses avec certaines contraintes concernant les non-vaccinés, le chroniqueur Ivan Rioufol indique sur le plateau de L'Heure des pros que le ghetto de Varsovie « c’était d’abord un lieu hygiéniste », « un lieu qui était fait pour préserver du typhus » ; Pascal Praud et les autres participants ne réagissent pas. Roch-Olivier Maistre, président de l'Arcom, évoque un « défaut de maîtrise de l’antenne » et l'Arcom rappelle « il y a consensus au sein de la communauté scientifique pour considérer que les raisons sanitaires mises en avant par l’Allemagne nazie pour justifier la création du ghetto de Varsovie, en octobre 1940, étaient un prétexte visant au regroupement des juifs, première étape de leur extermination »,.
En septembre 2023, alors que le monde médiatique couvre depuis plusieurs semaines une recrudescence — pourtant ni nouvelle ni inédite — des punaises de lit,, Pascal Praud crée la polémique en questionnant un lien entre les punaises de lit et l'immigration. Il s’interroge notamment sur l’hygiène des migrants, qu'il suppose insuffisante, et qui pourrait amplifier l'épidémie. Questionné par Libération sur ce phénomène, des experts comme Claudio Lazzari, chercheur à l’Institut de recherche sur la biologie de l’insecte à l'université de Tours rappelle « que les punaises de lit n'ont aucun lien avec l'hygiène, car elles ne sont qu'intéressées par le sang ».
Plusieurs députés, dont Aurélien Saintoul, accusent alors Praud de racisme et annoncent saisir l’Arcom. Plusieurs mois plus tard, en mars 2024, l'Arcom met en garde CNews après la diffusion de cette séquence,. L'autorité souligne que formulation de la question posée par le présentateur était susceptible d'encourager des comportements discriminatoires,. Alors qu'une partie des journalistes qualifient cette séquence médiatique comme une psychose nationale,,, le ministre Jean-Noël Barrot déclare au même moment que cette recrudescence aurait été « artificiellement amplifiée sur les réseaux sociaux par des comptes dont il a été établi qu’ils sont d’inspiration ou d’origine russe, avec même un lien faux crée entre l’arrivée de réfugiés ukrainiens et la diffusion des punaises » à quelques mois des Jeux olympiques d'été de 2024 à Paris.
L'autorité remet en garde CNews juin 2024 après la diffusion d'une séquence en novembre 2023 dans laquelle « les propos d’un chroniqueur ont établi un lien de cause à effet, affirmé comme généralisé, entre immigration et antisémitisme, et n’ont fait l’objet d’aucune nuance ni contradiction ».
Toutefois, l'autorité de régulation (l'Arcom) n'a encore jamais inquiété l'émission (ni la chaîne) dans son ensemble malgré les violations évidentes et répétées de nombreuses lois et accords audiovisuels.

### Propos sur les musulmans
Le 21 avril 2017, le lendemain de l'attentat du 20 avril 2017 sur l'avenue des Champs-Élysées à Paris, Pascal Praud invite Ivan Rioufol. Pascal Praud lui fait remarquer que « curieusement », les hommes politiques ne parlent pas de « guerre civile » comme son invité le fait, semblant donc prendre fait et cause pour ce dernier. « La sécurité n'a pas été au cœur de la campagne. Et l'identité, à peine », ajoute ensuite Pascal Praud. Ivan Rioufol va ensuite affirmer que 50 % des jeunes musulmans des banlieues se réclament de l’État Islamique, sans qu'aucun participant ne le contredise, Pascal Praud affirmant que « ce chiffre-là fait peur ». En deuxième partie d'émission, à plusieurs reprises, Pascal Praud demande à ses invités s'il ne faudrait pas enfermer les fichés S ou les personnes ayant fait un voyage en Syrie et affirme qu'il est aujourd'hui légal pour un individu de se rendre en Syrie et de revenir en France : « On a le droit d'aller en Syrie aujourd'hui (…) Quelqu'un qui est allé en Syrie et qui revient et n'a toujours rien fait, vous pouvez quand même vous dire que c'est très dangereux qu'il reste en liberté ». Pascal Praud invite la journaliste Charlotte d'Ornellas à donner son avis sur l'attentat de la veille. Le site d'information BuzzFeed s'indigne que sa proximité avec l'extrême droite et son parcours ne soient pas évoqués[réf. nécessaire].

### Déni du réchauffement climatique et instrumentalisation de la science
Le 6 mai 2019, il reçoit la militante écologiste Claire Nouvian qui s'emporte contre les discours climato-sceptiques de l'animateur (« Moins trois degrés ce matin dans les Yvelines (…), moins un degré hier à Troyes. Attention, sujet sensible, on ne rigole pas avec le réchauffement climatique », ironise d’emblée Pascal Praud) et d'Élisabeth Lévy, les traitant de « rétrogrades » « dingues » « complètement tarés », l'animateur la qualifiant de « ridicule » et lui rétorquant « vous avez un melon qui ne passe plus les portes du studio ». Pascal Praud lui reproche de donner une image « hystérique » de sa pensée,. Claire Nouvian évoque sur les réseaux sociaux un « guet-apens de climatosceptiques » imprégnés de « négationnisme climatique » et de « misogynie » provoquant une vague de réactions négatives contre les propos de Pascal Praud et Élisabeth Lévy. Le CSA reçoit à la suite de cette émission une centaine de plaintes de la part d'auditeurs concernant le traitement réservé à Claire Nouvian, tandis que des tribunes dénoncent une instrumentalisation de la science et une entrave à la liberté d'expression et la pensée critique.

### Renvois de Sébastien Thoen et Stéphane Guy après un sketch parodiant l'émission
En novembre 2020, l'humoriste Sébastien Thoen est renvoyé de Canal+ après un sketch parodiant L'Heure des pros (intitulé L'Heure des pronos). Il y incarnait un certain Lionel Messiha, une caricature du chroniqueur Jean Messiha. La parodie mettait en avant un positionnement à l'extrême droite de l'émission. Le journaliste sportif Stéphane Guy est licencié le mois suivant pour avoir dénoncé le licenciement de Thoen. En janvier 2021, des employés de Canal+ manifestent contre le licenciement du journaliste. En septembre 2022, les prud'hommes condamnent Canal+ pour le licenciement de Stéphane Guy qu'ils jugent « sans cause réelle et sérieuse ».

## Dans la culture populaire
En novembre 2023, l'humoriste Malik Bentalha réalise puis publie sur Twitter une parodie de l'émission intitulée L'Heure de trop dans laquelle il critique et caricature la ligne éditoriale, les propos tenus et les thématiques récurrentes de L'Heure des pros. Cette parodie obtient un grand succès sur les réseaux sociaux et a été visionnée plus de 6,3 millions de fois sur Twitter.

## Diffusion et audiences

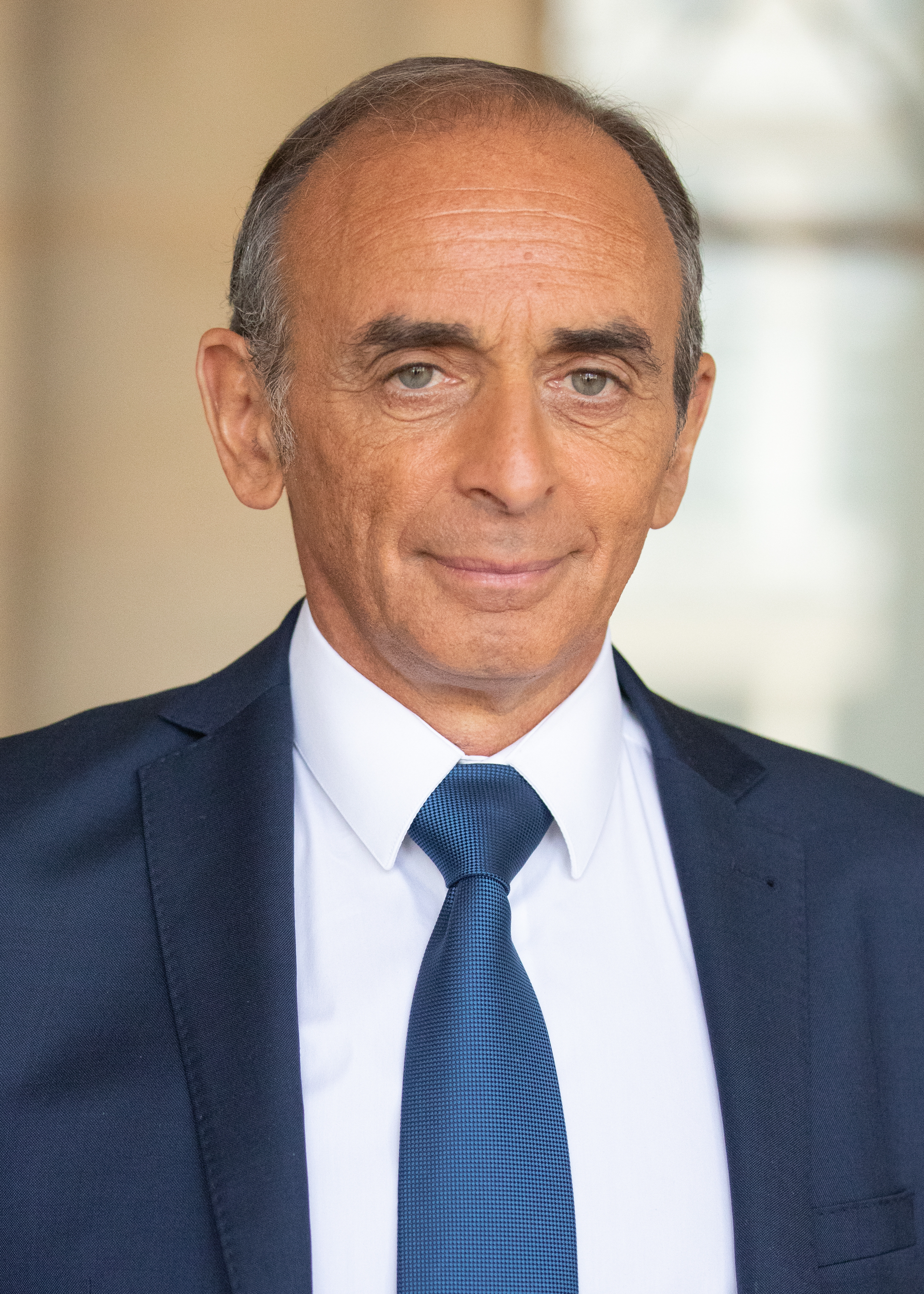
Record d'audience en novembre 2023 avec 1120000 téléspectateurs pour l'interview d'Éric Zemmour.

L'émission est diffusée sur CNews du lundi au vendredi, le matin de 9 h à 10 h 35 et le soir de 20 h 5 à 21 h ; le week-end, seule la diffusion du soir est assurée ; Pascal Praud l'anime du lundi matin au jeudi matin et Eliot Deval l'anime du vendredi soir au dimanche soir.
Au cours des trois premières saisons, le journaliste Gérard Leclerc est presque systématiquement présent aux côtés de Pascal Praud, le remplaçant parfois lors de ses absences (Leclerc restera par la suite chroniqueur de l'émission jusqu'à son décès en 2023).
En 2021, L'Heure des pros affiche de fortes audiences avec 712 000 téléspectateurs de 20 h à 21 h (2,8 % 4+).
L'émission fait fortement progresser les audiences de CNews devenue, parfois, la chaîne la plus regardée en France dans cette case horaire.
En septembre 2023, l'émission est regardée par 375 000 spectateurs (14,5 % de PDA), et se rapproche de La Maison des Maternelles de France 2 ; le soir, elle dépasse les audiences de l'émission de Laurent Ruquier. L'Heure des pros 2 atteint un record d'audience historique le lundi 16 octobre 2023 avec 1 042 000 téléspectateurs, en présence du ministre de l'Intérieur, Gérald Darmanin, et trois jours après l'assassinat du professeur Dominique Bernard par un terroriste dans un lycée d'Arras. Le 15 novembre 2023, nouveau record pour l'interview d'Éric Zemmour par Pascal Praud avec 1 120 000 téléspectateurs en soirée, soit 5,2% de l'ensemble du public âgé de quatre ans et plus.
Le mardi 1er avril 2025, au lendemain de la condamnation de Marine Le Pen pour « détournement de fonds publics », l'émission diffusée le matin réalise un nouveau record historique avec 22,2 % du public, soit plus d'un téléspectateur sur cinq. Sur cette tranche, CNews est positionnée en première place devant toutes les autres chaînes sur les 4 ans et plus, mais également sur les catégories socio-professionnelles supérieures (17,4 %).

## Analyses
Pour Mouna El Mokhtari du journal Le Monde, L'heure des pros incarne le virage éditorial pris en 2016 par la chaîne vers « le décryptage et l’échange d’opinions », lui permettant ainsi de réaliser de bonnes audiences et des records de signalements auprès du CSA dont les sanctions ne dissuadent en rien la chaîne de garder son cap.
Pour le journaliste Michaël Zoltobroda du Parisien, L'Heure des pros est considéré comme « l'anti France Inter ».